# 盖森楼
盖森楼（Gasson Hall）是美国波士顿学院的标志性建筑，位于马萨诸塞州栗树山。它由麦格尼斯&沃尔什公司设计，于1913年落成。盖森楼是波士顿学院迁址栗树山后建成的第一批建筑之一，以迁校校长托马斯·依纳爵·盖森命名。盖森楼占据栗树山的最高点，塔楼高200英尺，体现了学院哥特的建筑风格。

## 历史
1907年，波士顿学院的新任校长托马斯·依纳爵·盖森着手该校的迁址计划。自1863年在波士顿城区南端创校以来，波士顿学院规模日益扩大，至1900年已拥有近500位学生，原校区已不敷使用。盖森受到马萨诸塞湾殖民地首任总督约翰·温斯罗普早年对于波士顿作为“山上的城”的思想影响，决心将波士顿学院建设成世界知名的大学和耶稣会教育的明灯。在上任不到一年后，盖森买下了距离城区五英里、位于栗树山头的劳伦斯农场。由于资金紧张，盖森举办了一次建筑设计比赛，征求校园整体设计的最佳方案。获胜方案来自麦格尼斯&沃尔什公司，该方案规划了十四座建筑物的蓝图。盖森楼是最早落成的建筑之一，在1913年迎来了新校区的第一批学生。它被建筑师命名为“朗诵堂”，但多年以来，人们都叫它“塔楼”。后为纪念盖森做出的贡献，“盖森楼”遂用今名。

## 建筑风格
盖森楼是北美学院哥特风格的开创性建筑。1909年其设计图获得了有影响力的哥特风格奉行者拉夫·亚当斯·克拉姆的称赞，促使学院哥特建筑风格盛行于二十世纪的美国大学校园。盖森楼影响了其他大学的哥特式塔楼的样式，包括普林斯顿大学的克利夫兰塔（1913-1917）、耶鲁大学的哈克尼斯塔（1917-1921）和杜克大学的教堂塔（1930-1935）。盖森楼没有局限于当时主导美国校园的牛津剑桥风格，而是开创了一种新的哥特风格。盖森塔不仅仅是一栋楼的钟塔，更是这座新的“山上的城”的加冕之塔。

## 整修工程
2007年四月，盖森楼开始了大规模的外部整修工程。经历了近一百年的风霜洗礼，其外部装饰性石材几乎全部需要更换。然而，精湛的工艺使盖森楼的学院哥特风格得以完好保留。2008年秋，钟塔的整修工作完成。2011年九月，全部工程完工。2013年，盖森楼迎来了它的百年诞辰。